# 基瓦納 (印第安納州)
基瓦納（英語：Kewanna）是一個位於美國印第安納州富爾頓縣的城鎮。

## 人口
根據2010年美國人口普查的數據，基瓦納的面積為1.39平方千米，當中陸地面積為1.39平方千米，而水域面積為0.00平方千米。當地共有人口613人，而人口密度為每平方千米441人。